# Parwana (1971)
Parwana (Hindi: परवाना, Urdu: پروانا, übersetzt: Schmetterling) ist ein früherer Bollywoodfilm mit Amitabh Bachchan in seiner ersten Schurkenrolle, eine Rolle, die er erst 2002 wieder in Aankhen verkörperte.

## Handlung
Kumar Sen ist in seine Freundin Asha verliebt, die nun wieder nach Bombay zurückgekehrt ist. Bei ihrem Onkel Ashok Varma, der Asha großgezogen hat, hat er bereits um ihre Hand angehalten. Bevor Kumar sie fragen kann, erzählt sie von ihrer Reise: In Bangalore habe sie an einem Tanzwettbewerb teilgenommen und gewonnen. Anschließend sei sie mit der Organisatorfamilie nach Ooty gefahren. Dort habe sie sich in Rajeshwar verliebt, den sie nun unbedingt heiraten will.
Ihr Onkel hat sogar sein Einverständnis gegeben. Kumars Versuche Ashok umzustimmen münden in einen Streit. Aus Verzweiflung und getrieben von der Eifersucht, bringt er Ashok um und will Rajeshwar alles in die Schuhe schieben.
Vergeblich versucht Kumar Ashas Liebe für sich zu gewinnen. Sie lässt sich nur auf Kumar ein, wenn er ihr verspricht, Rajesh nicht umzubringen. Langsam sieht Kumar ein, dass Asha nur Rajeshwar liebt. Schriftlich gesteht er den Mord an Ashok und übergibt sein Geständnis an Rajesh, um sich anschließend selbst zu erschießen.

## Musik
| Songtitel                        | Sänger/in                    |
| -------------------------------- | ---------------------------- |
| Chale Ladkhada Ke                | Asha Bhosle                  |
| Jis Din Se Maine Tumko Dekha Hai | Asha Bhosle, Mohammad Rafi   |
| Piya Ki Gali                     | Asha Bhosle, Parveen Sultana |
| Simti Si Sharmai Si              | Kishore Kumar                |
| Yun Na Sharma Phailade           | Mohammad Rafi, Kishore Kumar |